# Cacera del tresor

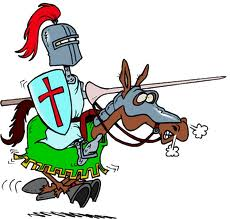
Cacera del tresor

Una cacera del tresor és un recurs educatiu amb possibilitats didàctiques i competencials que es pot utilitzar en totes les àrees i nivells educatius. Consisteix a desenvolupar una unitat didàctica o un nucli d'activitat concret utilitzant les tecnologies de l'aprenentatge i del coneixement a l'aula. A més, aconsegueixen despertar l'interès de l'alumnat i permeten treballar diferents continguts segons el ritme d'aprenentatge de cada alumne.

## Estructura
- Capçalera : Conté el títol de la cacera, l'àrea, el nivell al qual s'adreça, el nom i el correu electrònic de l'autor/ra i una o diverses imatges relacionades amb el tema.
- Introducció : Consisteix a presentar a l'alumnat, de forma breu, clara i motivadora, la unitat didàctica o nucli d'activitat que volem treballar.
- Preguntes : En aquest apartat es plantegen una sèrie de preguntes numerades amb l'objectiu que els estudiants, després de fer una recerca guiada a Internet, hi donin resposta.
- La gran pregunta : Consisteix a plantejar una o més activitats pràctiques que portin a l'alumnat a aplicar els coneixements adquirits i també a realitzar nous aprenentatges.
- Recursos d'Internet : Conté un recull de pàgines web, prèviament seleccionats per l'educador/a, que serviran d'ajut per trobar les respostes a les preguntes plantejades. També permeten aprofundir en el tema.
- Avaluació : Inclourem una rúbrica per avaluar els coneixements assolits. La rúbrica pot ser utilitzada tant per avaluar el producte final (la gran pregunta) com el procés seguit per realitzar-lo.[3]